# Hötjärnen (Torps socken, Medelpad, 691424-152509)
Hötjärnen är en sjö i Ånge kommun i Medelpad och ingår i Ljungans huvudavrinningsområde.